# Cinque Vie
Cinque Vie es una curazia situada en el castello (municipio) de Serravalle (San Marino).